# Contera (escudo)

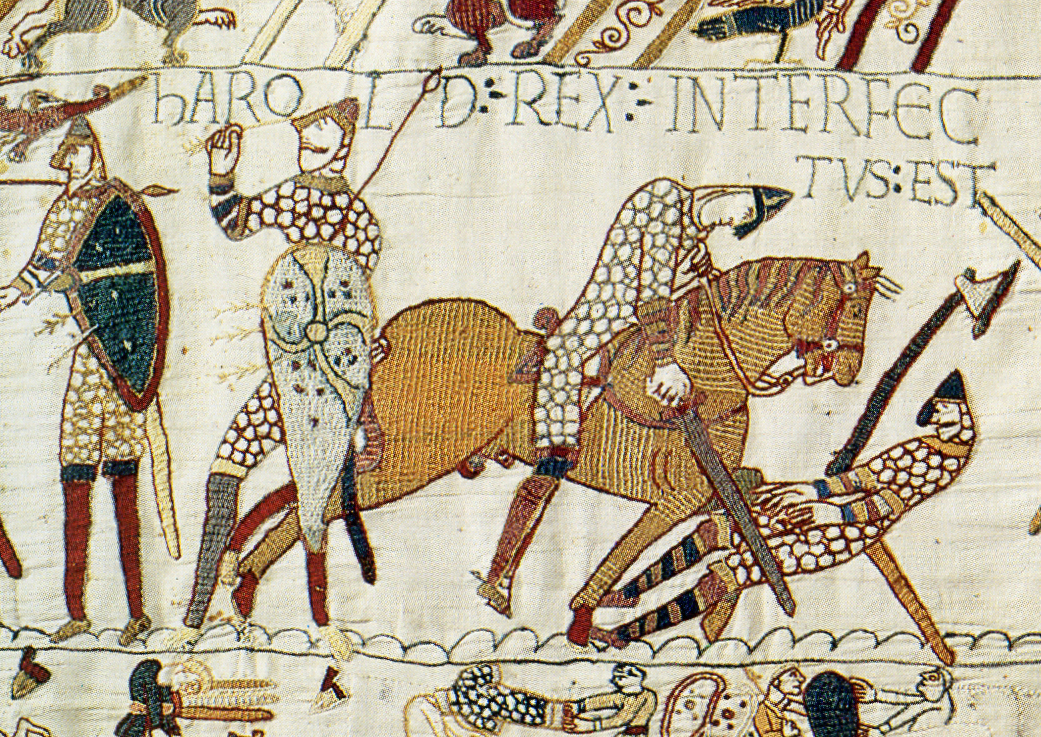
El Rey Harold Godwinson portando un escudo con contera.

La contera era una chapa, generalmente hecha de hierro o acero que servía para dar resistencia a un escudo durante el período medieval. Se utilizaron a lo largo de la Baja Edad Media, en los cantos de los escudos de lágrima o gotas de agua. Solían tener aproximadamente 1,5 mm de espesor y se fabricaban en grupos de tres, correspondientes a la parte frontal, la trasera y la curva, en metal o cuero. La función principal era impedir que el grosor del escudo sucumbiera ante un ataque y reforzar los extremos de este.

## Etimología
La palabra "contera" tiene un uso general que puede abarcar un amplio rango de piezas con el mismo objetivo que las del escudo. Se llama a la parte inferior del bastón, por ejemplo, contera. Deriva del latín contus, que a su vez proviene del griego antiguo κοντός (kontós).